# السنة الدولية لحقوق الإنسان
السنة الدولية لحقوق الإنسان هي سنة عالمية أعلنت عنها اليونسكو سنة 1968، بهدف لفت الانتباه إلى حالة حقوق الإنسان في جميع أنحاء العالم.
إبان جلستها العشرين المنعقدة في 17-18 مارس 1964 نظرت لجنة الأمم المتحدة المتصلة بحقوق الإنسان في قرار الدورة الثامنة عشرة للجمعية العامة للأمم المتحدة بإعلان سنة دولية لحقوق الإنسان وأوصت بتشكيل لجنة تحضيراً للاحتفال بالذكرى العشرون للإعلان العالمي لحقوق الإنسان وتنظيم مؤتمر دولي حول حقوق الإنسان.